# Kwiecień 2011

## 29 kwietnia
- Arcybiskup Canterbury Rowan Williams ogłosił w opactwie westminsterskim brytyjskiego księcia Williama i Catherine Middleton mężem i żoną[1].

## 26 kwietnia
- Warszawski Sąd Okręgowy uniewinnił generała Czesława Kiszczaka w procesie o przyczynienie się do śmierci dziewięciu górników z kopalni „Wujek” w 1981 roku. (onet.pl)

## 25 kwietnia
- Prezydent Węgier Pál Schmitt podpisał nową konstytucję[2].

## 21 kwietnia
- Regionalny samolot pasażerski Suchoj Superjet 100 odbył pierwszy lot komercyjny, w barwach Armavii, z Erywania do Moskwy. (ITAR-TASS)

## 20 kwietnia
- W wyniku ostrzału moździerzowego libijskiego miasta Misrata zginęli dwaj dziennikarze: brytyjski fotoreporter wojenny Tim Hetherington oraz Amerykanin Chris Hondros[3].

## 18 kwietnia
- Luc-Adolphe Tiao objął urząd premiera Burkina Faso. (Reuters)

## 17 kwietnia
- W wyborach parlamentarnych w Finlandii zwyciężyła centroprawicowa Partia Koalicji Narodowej zdobywając 20,4% głosów. Następne miejsca, z odpowiednio 19,1% i 19,0% głosów, zajęły Socjaldemokratyczna Partia Finlandii i dotychczas marginalne ugrupowanie Prawdziwi Finowie. Zwycięzca poprzednich wyborów – Partia Centrum – była czwarta.[4]

## 15 kwietnia
- Chorwacki generał Ante Gotovina został skazany przez Międzynarodowy Trybunał Karny dla byłej Jugosławii na 24 lata pozbawienia wolności za zbrodnie przeciwko ludzkości oraz zbrodnie wojenne, popełnione przez siły chorwackie w 1995 roku w trakcie operacji militarnych wymierzonych przeciw Serbom[5].

## 14 kwietnia
- Według danych ONZ w dziewięciu spośród dziesięciu stanów Sudanu Południowego zginęło w tym roku ponad 800 osób w następstwie 151 aktów przemocy, a 94 tysiące ludzi musiało opuścić swoje domy. (onet.pl)

## 13 kwietnia
- Były prezydent Egiptu Husni Mubarak oraz jego dwaj synowie: Ala i Dżamal zostali aresztowani na 15 dni przez egipską prokuraturę. (New York Times)

## 11 kwietnia
- Eksplozja na centralnej stacji Oktiabrskaja mińskiego metra zabiła 12 osób, 150 zostało rannych. Władze podejrzewały zamach terrorystyczny. (Polityka)

## 10 kwietnia
- Ollanta Humala wygrał I turę wyborów prezydenckich w Peru. (BBC News)

## 8 kwietnia
- Co najmniej 32 osoby zginęły a setki zostały rannych w kilku miastach Syrii podczas antyrządowych protestów[6].

## 7 kwietnia
- Prezydent Bronisław Komorowski podpisał ekspresowo wprowadzaną ustawę zmieniającą zasady funkcjonowania OFE. Redukcja składek emerytalnych przekazywanych do OFE z 7,3% do 2,3% zacznie funkcjonować już od początku maja. (Gazeta.pl, Polskie Radio)
- Mahamadou Issoufou objął urząd prezydenta Nigru, kończąc 14-miesięczny okres sprawowania władzy przez juntę wojskową po zamachu stanu. (BBC News)
- Atifete Jahjaga została wybrana przez parlament Kosowa na urząd prezydenta tej republiki. (onet.pl)

## 1 kwietnia
- Co najmniej 11 osób zginęło w ataku na biuro ONZ w afgańskim Mazar-i Szarif. Do mordu na czwórce gurkhijskich strażników i trojgu zagranicznych pracowników UNAMA doszło w trakcie demonstracji przeciwko spaleniu Koranu przez amerykańskiego pastora. (Gazeta Wyborcza, BBC News)